# ドン・シャープ (音響編集者)
ドン・シャープ（Don Sharpe, 1929年7月4日 - 2004年11月13日）は、音響編集者である。50年以上にわたるキャリアで90本以上の映画にクレジットされている。『エイリアン2』によりアカデミー賞音響効果編集賞を受賞した。

## 主なフィルモグラフィ
- 1000日のアン Anne of the Thousand Days (1969)
- 探偵スルース Sleuth (1972)
- 三銃士 The Three Musketeers (1973)
- 恐竜の島 The Land that Time Forgot (1975)
- ロビンとマリアン Robin and Marian (1976)
- ナザレのイエス Jesus of Nazareth (1977)
- スーパーマンII Superman II (1980)
- フランス軍中尉の女 The French Lieutenant's Woman (1981)
- 狼男アメリカン An American Werewolf in London (1981)
- スーパーマンIII Superman III (1983)
- サンタクロース Santa Claus: The Movie (1985)
- エイリアン2 Aliens (1986)
- 愛は霧のかなたに Gorillas in the Mist (1988)
- バットマン Batman (1989)
- イヤー・オブ・ザ・コメット/失われたワインを追え! Year of the Comet (1992)
- 秘密の絆 Inventing the Abbotts (1997)

## 受賞とノミネート
| 賞               | 年   | 部門           | 作品名             | 結果       |
| ---------------- | ---- | -------------- | ------------------ | ---------- |
| アカデミー賞     | 1986 | 音響効果編集賞 | エイリアン2        | 受賞       |
| 英国アカデミー賞 | 1981 | 音響賞         | フランス軍中尉の女 | 受賞       |
| 英国アカデミー賞 | 1986 | 音響賞         | エイリアン2        | ノミネート |
| 英国アカデミー賞 | 1989 | 音響賞         | バットマン         | ノミネート |